# Hypoplectrodes jamesoni
Hypoplectrodes jamesoni är en fiskart som beskrevs av Ogilby, 1908. Hypoplectrodes jamesoni ingår i släktet Hypoplectrodes och familjen havsabborrfiskar. Inga underarter finns listade i Catalogue of Life.